# Эссе-ла-Кот
Эссе́-ла-Кот (фр. Essey-la-Côte) — коммуна во французском департаменте Мёрт и Мозель региона Лотарингия. Относится к  кантону Жербевиллер.	

## География
Эссе-ла-Кот расположен в 37 км к юго-востоку от Нанси. Соседние коммуны: Веннезе на севере, Жиривиллер и Маттексе на северо-востоке, Элленвиль и Дама-о-Буа на юге, Сен-Буан и Сен-Реми-о-Буа на западе.
Коммуна расположена рядом с вершиной (428 м над уровнем моря), с которой в ясный день открывается величественная панорама окрестностей и видны 35 окрестных деревень и даже Нанси.

## Геология
На территории Эссе-ла-Кот около 2 миллионов лет назад находился действующий вулкан. Чёрные базальтовые камни до сих пор встречаются на окрестных полях.

## История
- Следы галло-романской культуры на вершине холма, занимаемого коммуной.
- Останки древнеримской дороги в местечке Ла-Солькс (La Saulx).

## Демография
Население коммуны на 2010 год составляло 88 человек.
| 1962 | 1968 | 1975 | 1982 | 1990 | 1999 | 2010 |
| ---- | ---- | ---- | ---- | ---- | ---- | ---- |
| 120  | 111  | 107  | 117  | 105  | 79   | 88   |

## Достопримечательности
- Церковь XIX века, построена на месте церкви XIII века.
- Часовня Сен-Коломб при въезде в коммуну.